# 爱的契约
《爱的契约》是大业传媒出品的一部都市题材电视剧，主要讲述汽车销售经理钱菲菲筹备婚礼时遇到车祸后的故事。本剧於2011年杀青。2013年3月14日在上海教育电视台首播。

## 演员
- 艾勤奋 	夏凡饰
- 钱菲菲 	赵柯饰
- 周展名 	涂松岩饰
- 祁娜 	刘晓晔饰
- 葛小美 	陶昕然饰
- 王惠萍 	刘洁饰
- 胡光子 	崔嵩饰
- 林星 	程怡饰
- 钱栋新 	关少曾饰
- 艾母 	徐玉兰饰
- 艾父 	李文俊饰
- 葛父 	宗晓军饰
- 苏珊娜 	刘芙伶饰
- 友情客串 	巩汉林

＊趙志勇 周紹棟飾